# National Provincial Championship 2000
La National Provincial Championship 2000 fue la vigésimo quinta edición del principal torneo de rugby de Nueva Zelanda.
El campeón del torneo fue el equipo de Wellington quienes lograron su cuarto campeonato.

## Sistema de disputa
Cada equipo enfrenta a los equipos restantes en una sola ronda.
- Los cuatro mejores equipos clasifican a semifinales por la búsqueda del campeonato.

## Clasificación
Tabla de posiciones:
| Pos. | Equipo           | Encuentros | Encuentros | Encuentros | Encuentros | Tantos | Tantos | Tantos | PB | PB | Puntos |
| Pos. | Equipo           | PJ         | PG         | PE         | PP         | F      | C      | Dif    | BO | BD | Puntos |
| ---- | ---------------- | ---------- | ---------- | ---------- | ---------- | ------ | ------ | ------ | -- | -- | ------ |
| 1.º  | Canterbury       | 9          | 8          | 0          | 1          | 307    | 155    | +152   | 5  | 1  | 38     |
| 2.º  | Auckland         | 9          | 8          | 0          | 1          | 270    | 147    | +123   | 3  | 1  | 36     |
| 3.º  | Wellington       | 9          | 6          | 0          | 3          | 249    | 190    | +59    | 4  | 2  | 30     |
| 4.º  | Taranaki         | 9          | 5          | 0          | 4          | 195    | 260    | -65    | 2  | 1  | 23     |
| 5.º  | North Harbour    | 9          | 5          | 0          | 4          | 197    | 161    | +46    | 3  | 0  | 23     |
| 6.º  | Northland        | 9          | 4          | 0          | 5          | 217    | 256    | -39    | 4  | 2  | 22     |
| 7.º  | Waikato          | 9          | 4          | 0          | 5          | 251    | 235    | +16    | 4  | 1  | 21     |
| 8.º  | Otago            | 9          | 3          | 0          | 6          | 203    | 182    | +21    | 2  | 4  | 18     |
| 9.º  | Counties Manukau | 9          | 1          | 0          | 8          | 213    | 329    | -116   | 2  | 3  | 9      |
| 10.º | Southland        | 9          | 1          | 0          | 8          | 175    | 358    | -183   | 0  | 2  | 6      |

|  | Semifinalistas. |

### Semifinales
| 15 de octubre | Canterbury | 31 - 23 | Taranaki |  |  |

| 14 de octubre | Auckland | 23 - 48 | Wellington |  |  |

### Final
| 22 de octubre | Canterbury | 29 - 34 | Wellington |  |  |

| Bandera de Nueva Zelanda |
| Campeón Wellington       |
| Cuarto título            |